# سيغون أوديغبامي
باتريك أولوسيغون أوديغبامي (بالإنجليزية: Segun Odegbami)، من مواليد 27 أغسطس 1952 في لاغوس في نيجيريا، لاعب كرة قدم نيجيري سابق.
لعب مع نادي شوتينغ ستارز طوال مسيرته الكروية منذ عام 1970 وحتى عام 1984، وأخوه الأصغر منه وول أوبيغبامي أيضا لاعب كرة قدم.
لعب مع منتخب نيجيريا لكرة القدم 46 مباراة دولية وسجل 23 هدفا، وفاز معه ببطولة كأس أمم أفريقيا سنة 1980 بنيجيريا

## روابط خارجية
- سيغون أوديغبامي على موقع الاتحاد الدولي (مؤرشف)  (الإنجليزية)
- سيغون أوديغبامي على موقع قاعدة بيانات كرة القدم.إي يو (الإنجليزية)
- سيغون أوديغبامي على موقع ناشيونال فوتبول تيمز (الإنجليزية)
- سيغون أوديغبامي على موقع أوليمبيديا (الإنجليزية)